# 沙尔马那塞尔三世
沙尔马那塞尔三世（英語：Shalmaneser III）（？—前824年），是一位亚述国王，在位时间为公元前858年－公元前824年，其父为亚述的重要国王阿淑尔纳西尔帕二世。沙尔马那塞尔三世继续开动其父的亚述战车，一生指挥了34次战役，超过其父两倍，“沙尔马那塞尔三世”这个名字出现在铭文和编年史中的次数比任何一位亚述君主都多。他在尼姆鲁德（Nimrud）修建了巨大的要塞型宫殿，被现代考古学家称为“沙尔马那塞尔堡垒”。沙尔马那塞尔三世死于年老体衰，在其统治末年，他的一个儿子挑起了长期的叛乱和内战。

## 继位
前858年，阿淑尔纳西尔帕二世死后，由沙尔马那塞尔三世作为其子继承亚述王位。沙尔马那塞尔三世在位35年，其中31年在征战中度过，主要战争目的是维持和扩大亚述在西部的势力范围。

## 主要征战
前856年，沙尔马那塞尔三世几经波折后征服阿迪尼部落，将其并为亚述的一个省，并将其首都卡尔·沙尔马那塞尔（Kar-Shalmaneser）今提尔·巴尔西普（Til-Barsip）改名为沙尔马那塞尔要塞。前853年，亚述与叙利亚和巴勒斯坦的对峙达到顶峰，主要矛盾区域为奥伦特河流域的卡尔库尔（Qarqur）。在亚述的威胁下，大马士革和以色列在哈馬的率领下形成反抗力量。由于沙尔马那塞尔三世急于取胜，形成同时的多处战场。在战胜大马士革和以色列后，沙尔马那塞尔三世炫耀道：
“我用剑戳死他们的1.4万名士兵，我将他们斩草除根。平地太小，他们的尸体根本放不下，干脆埋在了广阔的乡村里。我用他们的尸体在奥兰提斯河上搭起一座桥。”

## 沙尔马那塞尔堡垒
1957年3月，英国教授马克斯·马洛温首次发现位于尼姆鲁德的“沙尔马那塞尔堡垒”，1958年到1962年间，英国考古学家戴维·奥茨领导了尼姆鲁德的发掘工作。经过深入发掘后发现这座被称为“沙尔马那塞尔堡垒”的建筑群确实是沙尔马那塞尔三世的王宫，该王宫占地4.9公顷，由200多个厅室组成，并有高大的泥砖塔工事围成一座要塞。王宫中居住着国王、大臣、侍臣、妃嫔、奴仆和军队。整个建筑群中最雄伟的是觐见室，高约12米，墙上绘有壁画，如同整个王宫的规模超过阿淑尔纳西尔帕二世在尼姆鲁德的宫殿一样，该觐见室要大于阿淑尔纳西尔帕二世用石质浮雕装饰的旧觐见室。

## 和巴比伦的关系
在沙尔马那塞尔堡垒的国王宝座上发现了沙尔马那塞尔三世和巴比伦国王马尔杜克·扎基尔·舒米一世（Marduk-zakir-shumi I）平等会面的情形。马尔杜克·扎基尔·舒米执政期间，其弟马尔杜克·贝尔·尤萨特（Marduk-bel-usate），也即卡尔杜尼亚什国王与其反目。沙尔马那塞尔三世曾派兵援助，帮助马尔杜克·扎基尔·舒米战败其弟。
同时在沙尔马那塞尔三世向南用兵时，历史文献首次提到了迦勒底人。迦勒底人最早于前9世纪出现在巴比伦尼亚南部，此前没有历史遗存。此后他们将成为该地区的主角。
马尔杜克·扎基尔·舒米为了报答沙尔马那塞尔三世的帮助，在他的儿子——后任亚述国王沙姆什·阿达德五世平息叛乱时，竭尽全力帮助了他。

## 叛乱
前828年，沙尔马那塞尔三世的一个儿子发动叛乱，企图推翻其父的长年统治，他还说服包括尼尼微和亚述尔城在内的27个亚述城市参与叛乱。年迈的沙尔马那塞尔三世派出另一个儿子沙姆什·阿达德五世前往平叛。动荡的社会影响到农业贵族和城市平民，他们开始反对王室贵族。前824年沙尔马那塞尔三世去世，叛乱在此后3年才被平息。此次叛乱造成了80年的政治动荡和经济衰退，亚述国力衰退，附属邻国拒绝进贡。
| 前任： 阿淑尔纳西尔帕二世 | 亚述国王 前858年－前824年 | 繼任： 沙姆什·阿达德五世 Shamshi-Adad V |